# Magda Kovácsová
Magda Kovácsová za svobodna Magda Nyáriová (* 1. července 1921 – 5. května 2005 Budapešť, Maďarsko) byla maďarská sportovní šermířka, která se specializovala na šerm fleretem. Maďarsko reprezentovala ve čtyřicátých a padesátých letech. Na olympijských hrách startovala v roce 1952, 1956 v soutěži jednotlivkyň a v roce 1960 v soutěži jednotlivkyň a družstev. V roce 1951 obsadila třetí místo na mistrovství světa v soutěži jednotlivkyň. S maďarským družstvem fleretistek vybojovala na olympijských hrách 1960 stříbrnou olympijskou medaili a s družstvem vybojovala celkem pět titulů (1952, 1953, 1954, 1955, 1959) mistryň světa.